# Вьерхе, Даниэль
Даниэль Уррабьета Вьерхе (5 марта 1851 – 10 мая 1904) — французский иллюстратор испанского происхождения, который произвёл революцию в воспроизведении иллюстраций.

## Биография
Родился в Мадриде. В 1867 году отправился в Париж, где присоединился к Le Monde illustré в 1870 году, незадолго до начала франко-прусской войны, и, как и другие художники газеты, попал под сильное влияние Эдмона Морена, первого газетного рисовальщика Франции, стремившийся придать рисункам для журналов характер произведения искусства. Таким образом, ранние рисунки Вьерхе во многом напоминают стиль Морена; в том числе «Стрельба на улице де ла Пэ», «Оружейная площадь в Версале», «Заем», «Великий школьный праздник в Лионе», «Годовщина битвы при Айде» и «Сувенир Кулмье».
Вьерхе быстро доказал силу и живописность своего искусства. Помимо его вклада в собственную оригинальную работу, его газета требовала от него перерисовки на дереве для гравёра эскизов, присланных художниками-корреспондентами, такими как Люк-Оливье Мерсон в Риме и Самуэль Уррабиета (брат Вьерхе). в Испании.
С 1871—1878 год его индивидуальность становилась все более и более ярко выраженной, и среди наиболее известных своих рисунков он создал «Рождество в Испании», «Республиканское собрание на Трафальгарской площади», «Нападение на поезд в Андулузии», «Праздник Святой Розалия в Палермо», «В саду Акклиматизации», «Поджог библиотеки Эскуриала, 1872 г.», «Кузнечики в Алжире», «Разбой на Сицилии», «Ночной праздник в Константинополе», «Эпизод Гражданская война в Испании», «Женитьба короля Испании» и «Бой быков». Примерно в это же время он с замечательным мастерством проиллюстрировал «Грозную Анну» Виктора Гюго (Мишель Леви, 1874 г. и Хьюг, 1879 г.), «1813» (Гюг, 1877 г.) и «Отверженных» (1882 г.).. Шедевром иллюстрации стала является "История Франции" Мишле (1876 г.), состоящая из 26 томов, содержащих 1000 рисунков. В 1879 году он рисовал для La Vie moderne, а затем приступил к иллюстрации Pablo de Segovia.
В 1882 году публикация его издания «Жизнь великого скупердяя» Франсиско де Кеведо довела технику фотогравировки до уровня совершенства. До этого большинство художников и граверов были вынуждены полагаться на кальки и другие ручные методы, которые часто приводили к интерпретации работ художников. 
В 1891 году он проиллюстрировал L’Espagnole Эмиля Бержера, а в 1895 году — Le Cabaret des trois vertus. В 1898 году он провел в галерее Пеллетан в Париже выставку своих рисунков для Le Dernier Abencérage Шатобриана, а в следующем году обширную выставку своих работ (включая иллюстрации к Дон Кихоту) в галерее Art Nouveau, также в Париже.
В 1898 году Вьерхе внёс свой вклад в L’Image, журнал, посвященный поощрению гравюры на дереве; а через два года на Международной выставке в Париже ему был присужден гран-при. В 1902 году он выставил в Новом салоне сцену франко-прусской войны.
В 30 лет Вьерхе перенёс инсульт, после которого ему пришлось учиться рисовать левой рукой.  Он умер в Булонь-сюр-Сен в возрасте 53 лет.